# Bernd Lindner (Soziologe)

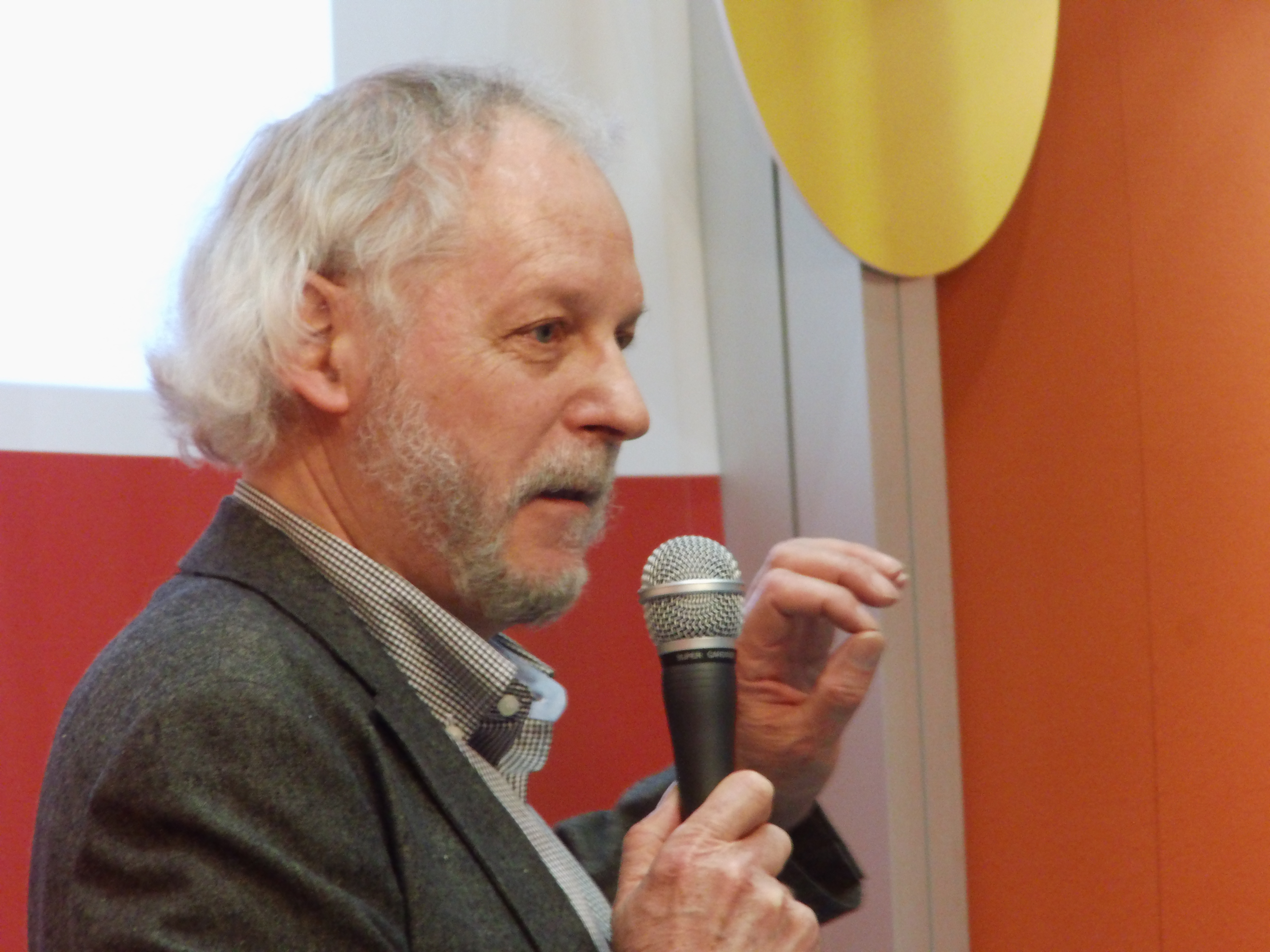
Bernd Lindner (März 2015)

Bernd Bernhard Lindner (* 20. November 1952 in Lutherstadt Wittenberg, Taufname: Bernhard) ist ein deutscher Kulturhistoriker, Kultursoziologe, Autor und Kurator.

## Werdegang
Bernd Lindner studierte von 1974 bis 1978 Kulturwissenschaft, Literaturwissenschaft und Soziologie an der Humboldt-Universität zu Berlin. Anschließend war er von 1978 bis 1990 als wissenschaftlicher Mitarbeiter am Zentralinstitut für Jugendforschung (ZIJ)Leipzig in der Kultur- und Medienforschung tätig.
Lindner wurde 1985 zum Dr. phil. an der Humboldt-Universität promoviert mit einer Arbeit über Leseverhalten Jugendlicher in der DDR (veröffentlicht 1989). Von 1990 bis 1992 war er wissenschaftlicher Mitarbeiter am Deutschen Jugendinstitut München/Außenstelle Leipzig, von 1992 bis 1994 Habilitations-Stipendiat der Deutschen Forschungsgemeinschaft. 1995 wurde Bernd Lindner an der Universität Karlsruhe habilitiert mit einer Arbeit über die Rezeption bildender Kunst im Osten Deutschlands von 1945 bis 1995 (veröffentlicht 1998). Dort wurde ihm 1995 auch die Lehrbefugnis als Privatdozent für Soziologie erteilt.
Im Jahr 2001 verlieh die Universität Karlsruhe (heute Karlsruher Institut für Technologie) Lindner die außerplanmäßige Professur für Kultur- und Jugendsoziologie.
Weiterhin lehrte Lindner von 2002 bis 2015 als Privatdozent an der Universität Leipzig in den Fächern Soziologie und Politikwissenschaft und von 1995 bis 2014 Besucherforschung im Studiengang Museologie an der Hochschule für Technik, Wirtschaft und Kultur Leipzig (HTWK).
Von 1994 bis Ende 2015 war Bernd Lindner wissenschaftlicher Mitarbeiter am Zeitgeschichtlichen Forum Leipzig, das zur Stiftung Haus der Geschichte der Bundesrepublik Deutschland gehört. Dort war er als Kurator zeit- und kulturgeschichtlicher Ausstellungen tätig und zugleich für die Sammlungsbereiche Fotografie, bildende Kunst und Gebrauchsgrafik zuständig.

## Wissenschaftliche und publizistische Tätigkeit

### Forschungsspektrum
Bernd Lindner ist Autor zahlreicher wissenschaftlicher Publikationen und Sachbücher zu Themen der Kultur- und Kunstgeschichte, der DDR-Geschichte sowie der Kunst- und Jugendsoziologie, die auf umfangreichen eigenen Forschungen in den jeweiligen Sachgebieten basieren.
Im Mittelpunkt seiner Forschungs- und Publikationstätigkeit stehen
- die Jugendgenerationen und ihre Auswirkungen auf die Gesellschaftsentwicklung (vielbeachtet das von Lindner entworfene Modell der Jugendgenerationen in SBZ und DDR)[2],
- die Geschichte der Friedlichen Revolution 1989/90 in der DDR sowie
- die Populär- und Alltagskultur – mit den Schwerpunkten Rockmusik und Comic.

Besondere Verdienste erwarb Lindner bei der Erforschung der Rezeption und der geschichtlichen Relevanz von bildender Kunst und Literatur.
Die Akademie der Künste Berlin richtete 2023 in ihrem Archiv zum Verband Bildender Künstler der DDR die „Bernd-Lindner-Sammlung“ ein. Sie bewahrt die Dokumente dessen kunstsoziologischen Schaffens (Studien inklusive Dias, Fotos, Text- und Bilddateien) und macht sie der Öffentlichkeit zugänglich. Die Übergabe und Einarbeitung der Dokumente in den Archivbestand der AdK erfolgt laufend.

### Arbeiten zur Fotografie
Ein Schwerpunkt in Bernd Lindners Arbeit der jüngsten drei Jahrzehnte ist die Fotografie, insbesondere die sozialdokumentarische und der journalistische Fotografie in der DDR. Er verfasste zahlreiche Basistexte dazu sowie Beiträge für Fotobände und Ausstellungskataloge folgender Fotografinnen und Fotografen:
Mahmoud Dabdoub (2003, 2011 und 2025), Erich Rinka (2007), Herbert Schulze (2008), Gerhard Gäbler (2009, 2010, 2011 und 2015), Peter Langner, Sieghard Liebe, Sylvia Marita Plath und Norbert Vogel (alle 2011), Erich Schutt (2012), Edith Tar (2014), Günter Starke (2016), Harald Kirschner (2017), Wendelin Bottländer und Bernd Cramer (beide 2019), Günter Krawutschke und Jürgen Matschie (beide 2020) sowie Peter Leske und Jürgen Nagel (beide 2021).
Lindner eröffnete Ausstellungen vieler dieser Fotografen und war beratend an der
Bildauswahl ihrer Fotobände beteiligt.

### Mosaikund Johannes Hegenbarth
Der Mosaik-Schöpfer Johannes Hegenbarth (alias Hannes Hegen; * 16. Mai 1925; † 8. November 2014) entschloss sich nach dem Tod seiner Ehefrau Edith Hegenbarth geb. Szafranski (1924–2008), dass das künstlerische Werk seiner Frau und sein eigenes in der Obhut eines Museums dauerhaft vereint bleiben sollen. Nach erfolgloser Suche in Berlin wurde er auf das Zeitgeschichtliche Forum Leipzig in Leipzig aufmerksam. Dessen damaligen Mitarbeitern Bernd Lindner und Rainer Eckert – beide aufgewachsen mit dem Mosaik – gelang es, nachhaltig das Vertrauen der zurückhaltenden Künstlerpersönlichkeit zu gewinnen. So unterzeichnete Hegenbarth am 14. Juli 2009 in seinem Haus die Schenkungsurkunde des Œuvre des Künstler-Ehepaares Edith und Johannes Hegenbarth an die Stiftung Haus der Geschichte der Bundesrepublik Deutschland (zu der auch das Museum in Leipzig gehört).
Hegenbarths Vertrauen zur Bernd Lindner war so nachhaltig, dass er ihn autorisierte, seine Biographie zu verfassen, an deren Entstehung er bis zu seinem Tod mitwirkte.

## Privates
Lindner lebt und arbeitet in Leipzig. Mit seiner Partnerin hat er einen gemeinsamen Sohn: Der Grafikdesigner David Voss hat seit Herbst 2020 die Professur für Editorial Design und Typografie an der Hochschule Mainz inne. Parallel zu seiner Lehrtätigkeit ist er Partner des Grafikdesign-Studios Bureau Est (Leipzig/Paris).

## Veröffentlichungen
Bernd Lindner hat zahlreiche Bücher sowie nach eigenen Angaben mehr als 350 Buchbeiträge und Zeitschriftenaufsätze verfasst und veröffentlicht:

### Als Autor (Auswahl)
- Die DDR im Gebrauchszusammenhang zeigen – Fotos aus einem untergegangenen Land, Landeszentrale für politische Bildung Thüringen, Erfurt 2024[22], ISBN 978-3-910740-36-5 sowie Bundesstiftung Aufarbeitung, Berlin 2024[23]
- Das Mosaik von Hannes Hegen – Comic in der DDR – Die Geschichte hinter dem Bild. Landeszentrale für politische Bildung Thüringen, Erfurt 2022, ISBN 978-3-948643-67-6. (Auflage: 2500 Exemplare), März 2025: zweite, überarbeitete Auflage (mit ISBN 978-3-910740-49-5), Mai 2025: dritte Auflage
- Über Mauern – Teilung, Friedliche Revolution und Deutsche Einheit in der bildenden Kunst. Bundeszentrale für politische Bildung, Bonn 2021, ISBN 978-3-8389-7222-0.[24]
- Wir bleiben … das Volk! Losungen und Begriffe der Friedlichen Revolution 1989, Landeszentrale für politische Bildung Thüringen, Erfurt 2019 und Bundesstiftung Aufarbeitung, Berlin 2019, ISBN 978-3-946939-77-1
- Nähe + Distanz, Bildende Kunst in der DDR. 183 Seiten, Landeszentrale für politische Bildung Thüringen und Stiftung Aufarbeitung, Berlin und Erfurt 2017. ISBN 978-3-946939-14-6[25][26]
- Die drei Leben des Zeichners JoHANNES HEGENbarth. (Mitarbeit Irene Kahlau und Rainer Kruppa). Tessloff Verlag, Nürnberg 2015, ISBN 978-3-7302-2015-3 sowie durchgesehene und stark erweiterte Taschenbuch-Ausgabe 2017, ISBN 978-3-7302-2021-4
- Widersprüchliche Bildwelten. Journalistische Fotografie in der DDR. In: Berlinische Galerie – Landesmuseum für Moderne Kunst, Fotografie und Architektur (Hrsg.): Geschlossene Gesellschaft. Künstlerische Fotografie in der DDR 1945–1989. Kerber Verlag Bielefeld/Berlin 2012, ISBN 978-3-86678-688-2
- Serien im eigenen Auftrag. Sozialdokumentarische Fotografen in den 1980er Jahren. In: Thomas Liebscher (Hrsg.): Leipzig. Fotografie seit 1839. Passage-Verlag, Leipzig 2011, ISBN 978-3-938543-83-2
- Die demokratische Revolution in der DDR 1989/90. 5., aktualisierte Auflage. Bundeszentrale für politische Bildung, Bonn 2010, ISBN 978-3-8389-7033-2
- DDR Rock & Pop. 2. Auflage. Komet Verlag, Köln 2008, ISBN 978-3-89836-715-8
- Die Generation der Unberatenen. Zur Generationenfolge in der DDR und ihren strukturellen Konsequenzen für die Nachwendezeit. In: Annegret Schüle, Thomas Ahbe, Rainer Gries (Hrsg.): Die DDR aus generationengeschichtlicher Perspektive. Leipziger Universitätsverlag, Leipzig  2006, ISBN 3-937209-60-3
- Ein Land – zwei Bildwelten. Fotografie und Öffentlichkeit in der DDR. In: Karin Hartewig, Alf Lüdtke (Hrsg.): Die DDR im Bild. Zum Gebrauch der Fotografie im anderen deutschen Staat. Wallstein Verlag Göttingen 2004, ISBN 3-89244-790-X (auch erschienen in der Zeitschrift Deutschland Archiv, Heft 4/2004).
- “Bau auf, Freie Deutsche Jugend” – und was dann? Kriterien für ein Modell der Jugendgenerationen der DDR. In: Jürgen Reulecke (Hrsg.): Generationalität und Lebensgeschichte im 20. Jahrhundert. Oldenbourg Wissenschaftsverlag, München 2003, ISBN 3-486-56747-0
- Abbild und Einmischung. Sozialdokumentarische Fotografie in der DDR. In: Stiftung Haus der Geschichte der Bundesrepublik Deutschland. Zeitgeschichtliches Forum Leipzig (Hrsg.): Foto-Anschlag. Vier Generationen ostdeutscher Fotografen. E.A. Seemann Verlag Leipzig 2001, ISBN 3-363-00758-2
- Verstellter, offener Blick. Eine Rezeptionsgeschichte bildender Kunst im Osten Deutschlands 1945–1995. Böhlau Verlag, Köln/Weimar/Wien 1998, ISBN 3-412-06198-0
- Zum Herbst ´89. Demokratische Bewegung in der DDR (Hrsg.). Forum Verlag, Leipzig 1994, ISBN 3-86151-062-6
- Gegenwartsliteratur und junge Leser – eine literatursoziologische Studie. (= Schriftenreihe zur Kinderliteratur. Heft 23). Berlin (Ost) 1989

### Als Ko-Autor und Herausgeber (Auswahl)
- mit PM Hoffmann (Zeichner): Anders sein oder Der Punk im Schrank. Graphic novel, Ch. Links Verlag, Berlin 2018, ISBN 978-3-96289-045-2
- mit Günter Starke (Fotografie): Offene Türen. Wohnen und Leben in der Dresdner Neustadt 1982 bis 1996. Mitteldeutscher Verlag, Halle 2016, ISBN 978-3-95462-732-5
- mit PM Hoffmann (Zeichner): Herbst der Entscheidung. Eine Geschichte aus der Friedlichen Revolution 1989. Graphic novel. 2., durchgesehene Auflage. Ch. Links Verlag, Berlin 2014, ISBN 978-3-86153-775-5
- mit Mark M. Westhusen: Von Müllstation zu Größenwahn. Punk in der Halleschen Provinz. (= Mitteldeutsche Kulturhistorische Hefte. Nr. 11). Halle 2007, ISBN 978-3-939468-21-9
- mit Eckhart Gillen (Hrsg.): Klopfzeichen. Kunst und Kultur der 80er Jahre in Deutschland. Faber & Faber, Leipzig 2002, ISBN 3-932545-47-8
- mit Ralph Grüneberger: Demonteure. Biographien des Leipziger Herbst. Aisthesis Verlag, Bielefeld 1992, ISBN 3-925670-69-6
- Rückblende. Museumsbesucher und Besucherforschung in der DDR (Hrsg. mit Hans-Joachim Klein). Karlsruher Schriften zur Besucherforschung, Heft 2. Karlsruhe 1991. ISSN 0939-8031
- mit Imbke Behnken und Jürgen Zinnecker u. a.: SCHÜLERSTUDIE ´90. Jugendliche im Prozeß der Vereinigung. Juventa, Weinheim / München 1991, ISBN 3-7799-0189-7
- mit Helmut Göhler und Dietrich Löffler (Hrsg.): Buch – Lektüre – Leser. Erkundungen zum Lesen. Aufbau-Verlag, Berlin / Weimar 1989, ISBN 3-351-01481-3

## Ausstellungen (Auswahl)
- Dig, Dag, Digedag. DDR-Comic „Mosaik“ vom 17. Februar bis 28. Mai 2012 im Zeitgeschichtlichen Forum Leipzig, vom 11. April bis 3. August 2014 im Museum in der Kulturbrauerei in Berlin und vom 27. September 2014 bis 1. März 2015 im Verkehrsmuseum Dresden; Mitarbeit.
- Mit 17 … Jung sein in Deutschland. Leipzig und Bonn 2011 bis 2012.
- Auf den Spuren der Digedags. Erste Erkundungen. Leipzig 17. März bis 16. Mai 2010; Mitarbeit.
- Bilder zur Friedlichen Revolution. Malerei – Grafik – Plastik. Leipzig 2009.
- Versuch dich zu erinnern – Marius Müller-Westernhagen. Leipzig 2006.
- Rock! Jugend und Musik in Deutschland. Leipzig, Bonn, Berlin 2005 bis 2007 (mit Begleitband: ISBN 978-3-86153-387-0).
- Mauersprünge (Teilausstellung des Ausstellungsprojekts Klopfzeichen. Kunst und Kultur der 80er Jahre in Deutschland). Leipzig, Essen, Berlin 2002 bis 2003 (mit Begleitband).
- Foto-Anschlag. Vier Generationen ostdeutscher Fotografen. Leipzig und Bonn 2001 bis 2002 (mit Begleitband, ISBN 3-363-00758-2).
- Zum Herbst ´89. Demokratische Bewegung in der DDR. Leipzig, Berlin, Bremen 1994 bis 1996 (mit Begleitband).

## Auszeichnungen
- Goethe-Stipendium der Stadt Berlin 1977
- Humboldt-Preis der Universität Berlin[27] (im Kollektiv) 1978
- Artur-Becker-Medaille in Silber 1983
- Grimme Online Award 2010 als wissenschaftlicher Berater und Textautor für die Internetseite „Das Wunder von Leipzig“ von Arte und MDR